# Leopold Láznička
Leopold Láznička   (Žďár nad Sázavou, 7 d'agost de 1920 - Praga, 17 de març de 2003) fou un atleta txecoslovac, especialista en curses de velocitat, que va competir durant la dècada de 1940. Posteriorment fou entrenador.
En el seu palmarès destaca una medalla de bronze en la prova del 4x100 metres del Campionat d'Europa d'atletisme de 1946. Formà equip amb Mirko Paráček, Miroslav Řihošek i Jiří David. També guanyà tretze campionats nacionals: un dels 100 metres (1944), dos dels 200 metres (1945, 1950), dos dels 400 metres (1945, 1946) i la resta en diferents distàncies de relleus. i aconseguí diversos rècords nacionals dels 100 metres, 4x100 metres i 4x400 metres.
Un cop retirat exercí d'entrenador d'atletisme.